# Tetracentrum caudovittatus
Tetracentrum caudovittatus) là một loài cá trong họ Ambassidae family. Đây là loài đặc hữu Papua New Guinea.